# كازو ياماغوتشي
كازو ياماغوتشي (باليابانية: 山口一男؛ بالكانا: やまぐち かずお) هو عالم اجتماع ياباني، ولد في 6 أغسطس 1946 في طوكيو في اليابان.